# Paeonia coriacea
Paeonia coriacea là một loài thực vật có hoa trong họ Paeoniaceae. Loài này được Boiss. miêu tả khoa học đầu tiên năm 1838.